# 喜劇 女は男のふるさとヨ
『喜劇 女は男のふるさとヨ』（きげき おんなはおとこのふるさとよ）は、1971年5月19日公開の日本映画。森﨑東監督による「女」シリーズ第一弾。原作は藤原審爾の「わが国おんな三割安」（徳間書店）。松竹大船製作、91分、カラー、ワイド。

## あらすじ
金沢と竜子が営む「新宿芸能社」は踊り子斡旋業。そんなふたりをとうさんかあさんと慕う踊り子たち。全国のストリップ小屋をひとりで渡り歩く「またたび笠子」。「かあさんアタシ結婚するわよ」「誰と？」「誰かと」笠子の呑気な婚活宣言。男に惚れやすいのが玉に瑕でかあさんの心配の種。笠子を慕う「アオカン星子」は踊りは素人で、「あんた何で泣いてるの」と周りのひとが心配するほど素顔が泣きべそ顔。それと男に対してオープンすぎるのが、かあさんの心配の種。笠子は旅先で知り合った照夫と一緒に旅をするうちに、自分に対する誠意が全て本物であることを知り結婚を決意。ところが上京して、みんなから祝福を受けた夜、寝物語に聞いた彼の話から、実は女房子供持ちであることが分かり、失望した笠子はまた旅へ。星子は踊りが褒められるほど上達し、目覚めたプロ意識から整形手術。といっても資金不足なので片目だけ。ケチ権という50も年の離れたボーイフレンドもできた。自殺願望の青年を助けようとした無垢な真心が誤解され警察沙汰。その星子の純真さに惚れたケチ権が求婚すると、あっさり嫁になることを承諾。みんなに祝福されて幸せな星子。そして笠子も早くかあさんが祝福してくれるような、いい男に巡り会えるよう今日も旅を続けるのだった。

## スタッフ
- 製作：小角恒雄・杉崎重美
- 監督：森﨑東
- 脚本：森﨑東・山田洋次・熊谷勲
- 撮影：吉川憲一
- 美術：梅田千代夫
- 音楽：山本直純
- 録音：小林英男
- 調音：松本隆司
- 照明：津吹正
- 編集：杉原よ志
- 監督助手：堀内孝三
- 製作主任：沼尾鈞
- 装置：横手輝雄
- 装飾：印南昇
- 進行：福山正幸
- 衣裳：東京衣裳
- 現像：東京現像所
- 振付：灰原明彦

## キャスト
- 金沢：森繁久彌
- 竜子：中村メイコ
- 笠子：倍賞美津子
- 星子：緑魔子
- 村枝：園佳也子
- 礼美：丘ゆり子
- 輝夫：河原崎長一郎
- 菊さん：犬塚弘
- 時夫：山本紀彦
- ケチ権：伴淳三郎
- 棟梁：中村是好
- こでまり：葵美津子
- 痴漢学生：佐藤蛾次郎
- 園田：中田昇
- 徳田：花沢徳衛
- 山部：山本麟一
- 一郎：名古屋章
- 田坂：立原博
- 島さん：左卜全
- 児玉：六人部健一
- ホームレス：大杉侃二朗
- 劇場のおばさん：谷よしの
- 劇場のおばさん：後藤泰子
- 警官：高木信夫
- 菊さんの奥さん：秩父晴子（写真出演）
- コスモスのママ：光映子
- ストリッパー：戸川美子
- 星子の親戚：水木涼子
- 刑事：渡辺紀行
- 刑事：長谷川英敏
- 山崎和夫
- 新井純
- 稲葉良子
- 三浦高子
- 川村禾門
- 高杉和宏
- 松原直
- 川島昭満
- 園田健二
- 笹原光子
- 大橋和子
- 慎芙佐子
- 志島三千代
- 山村佳二
- 颯和志

## エピソード
- 緑魔子によると、 星子の顔は監督がメイク室につきっきりで、ああでもない、こうでもないと、根気よく注文をつけながら最後に、全くひどい顔にされてしまった。つまり左右眼尻の皮ふをおもいっきり下の方にひっぱって、バンドエイドで止めてそこのところを髪の毛でかくしたものである。[1]
- 原作では片目の整形手術をするのは、星子でなく笠子。[2]
- 監督は『生きてるうちが花なのよ死んだらそれまでよ党宣言』(1984)でバーバラ役の倍賞美津子に「倍賞さん、こういうストリッパーとかヌードダンサーみたいな役は、今までやったことないでしょう」と言ってしまう。[3]
- 星子は笠子をすごく慕っている設定だが、同じ画面に登場しても、ふたりだけの会話シーンはない。
- ケチ権の家の入口には「うちのテレビはNHKがうつりません」の張り紙。照夫が笠子のために買った中古のテレビは修理不可で「NHKしかうつりません」の札がぶら下がっている。
- 作家の小林信彦が森繁久彌に「森崎さんという人はどうですか？」とたずねると、「才人ですね」という答えだった。[4]
- 強面の刑事役の山本麟一は1970年からフリーで活躍。
- 先輩ストリッパーを演じるのは、松竹のベテラン脇役の戸川美子。